# Alonso de Vega
Alonso de Vega   (Madrid, c. 1540 - 1608) va ser un religiós de l'orde dels Mínims, moralista i escriptor castellà.
Va néixer a Madrid vers 1540. Fill del Col·legi de Salamanca, va professar a l'orde dels mínims en el convent de Nostra Senyora de la Victòria, que s'havia fundat a la capital el 1561. Considerat un home docte i virtuós, és esmentat per la crònica del seu orde. Va escriure diverses obres, la primera i més coneguda i que va ser molt difosa va ser Suma llamada silva de casos de conciencia y práctica del foro interior..., impresa per primera vegada a Madrid el 1594, però que es va reimprimir dues vegades més a la capital i una darrera a Barcelona, a més de ser traduïda a l'italià. També va escriure l'obra Espejo de curas..., impresa a Madrid el 1610. Va morir l'any 1608, sembla que amb setanta anys, deixant inèdits un compendi dels privilegis de l'orde dels mínims i un altre opuscle, que avui es consideren perduts.